# Monumentos romanos e românicos de Arles
Os Monumentos Romanos e Românicos de Arles foram inscritos como Patrimônio Mundial da UNESCO em 1981.
A lista de monumentos compreende, desde o centro da cidade, um perímeto de 65hectares, com 8 monumentos:
1. as Arenas de Arles 43° 40′ 39,5″ N, 4° 37′ 50,5″ L ;
2. o Teatro Antigo 43° 40′ 35,9″ N, 4° 37′ 47″ L ;
3. o Fórum de Arles 43° 40′ 36,4″ N, 4° 37′ 34,7″ L ;
4. as Termas de Constantino 43° 40′ 44,3″ N, 4° 37′ 38,1″ L ;
5. as Muralhas do Castro Romano43° 40′ 33,2″ N, 4° 37′ 42,4″ L ;
6. os Alyscamps 43° 40′ 21,4″ N, 4° 38′ 02,4″ L ;
7. a Antiga Catedral de São Trófimo de Arles e seu Claustro 43° 40′ 35,8″ N, 4° 37′ 40,2″ L ;
8. a Exedra Romana (Museu Arlaten) 43° 40′ 35,2″ N, 4° 37′ 32,7″ L ;